# 王府井围攻外宾事件

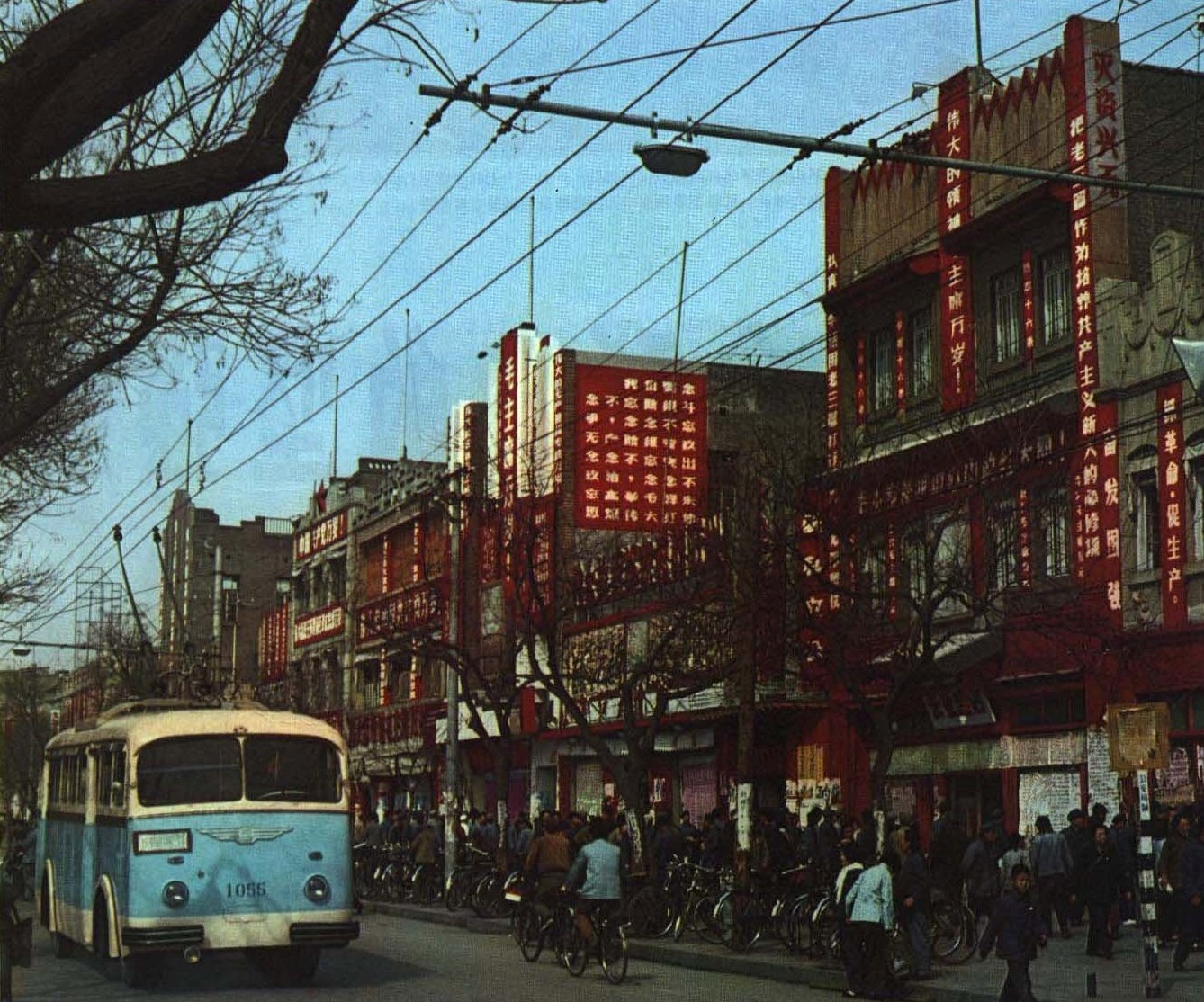
事发前五年（1967年）的王府井大街

王府井围攻外宾事件是中华人民共和国文化大革命期间发生在北京王府井的一宗围攻罗马尼亚游客事件，事后中国国务院总理周恩来等人专门成立了调查组，平息了事件。

## 事件背景
1950年代末，中苏交恶，毛泽东等人认为苏联是“苏修社会帝国主义”。 1969年“珍宝岛事件”爆发，中国人民对“苏修”深恶痛绝，民间意识已经把“苏修”和“美帝”视为并列的两大主要敌人。
文化大革命期间，1972年春，时任罗马尼亚国家元首、罗马尼亚共产党总书记尼古拉·齐奥塞斯库率领政府代表团对中国进行了访问，并表示罗马尼亚有许多人想到中国来旅游， 周恩来对此表示欢迎。

## 事件经过
1972年10月14日，由教师、医生和艺术家组成的17人罗马尼亚私人旅游团经香港前往北京。根据两国政府的约定，当时中、罗两国的新闻媒体都未予报道。中国当时没有专门的旅游管理机构，故临时决定成立由北京市革命委员会外事办、园林局指派的20来人组成的接待小组，由中国人民对外友好协会的一位中层官员带领。在接下来的6天中，罗马尼亚游客在中国接待小组的陪同下，参观了故宫、颐和园、天坛等景点，晚上还观看了革命样板戏和杂技。
根据中国接待机构的安排，罗马尼亚游客在北京的最后一天中的半天是去逛王府井大街和购物：
- 其中一部分游客在“新中国第一店”北京市百货大楼首先遭遇围攻。据事后中国方面的调查，最先注意到罗马尼亚外宾的，是3名东城区反修小学的五年级学生，他们误认为罗马尼亚外宾是“苏修”。小学生的言语马上引起了其他中国顾客的注意，大家也将罗马尼亚外宾认作是苏联人，对后者进行了言语攻击，二男一女共3位罗马尼亚游客被愤怒的中国民众逼到了一个角落。此后，百货大楼安保向罗马尼亚外宾要护照查看，证实不是苏联人后，罗马尼亚游客才离开百货大楼。
- 另外7位罗马尼亚游客在“东风市场”也经历了相似遭遇。最先是一位女营业员发现了罗马尼亚游客，并误认为是苏联人，而后引发了众多中国顾客的围观，其中有人质问罗马尼亚游客“珍宝岛”的归属问题，还有人欲伸手动武。此后，有人将纸板箱拆散了并在上面写上“打倒苏修”的大字，准备挂在罗马尼亚游客的脖子上举行一个现场批斗会。但被中国方面的接待人员发现后制止。

## 事件后续
罗马尼亚旅游团回国后，王府井“围攻外宾事件”在当时中国已经成为一件大事，被逐级汇报到了中央。周恩来对中方接待人员未能陪同外宾购物的做法进行了批评，并要求有关部门在今后的接待工作中务必多加注意。
但当时的中央文革小组对此事非常重视，江青与周恩来联系，要求追查这一事件背后的“后台”。周恩来认为江青想利用这件事来发泄对于前一段时间外交系统解放一批老干部的不满，即命令成立一个由公安、外事、商业部门抽调人员组成的调查组，开始了为期43天的调查。此后的调查报告分别送到了江青和周恩来办公室，并未显示该事件有“后台”，江青对调查结果表达不满。
最终，周恩来召集有关部门举行了一个座谈会，江青、李先念、姬鹏飞等人均出席。周恩来在会上转达了毛泽东对于这次罗马尼亚私人旅游团来华访问的肯定表态：这是民间外交的一个成功，今后欢迎更多国家的私人旅游团队来中国旅游；在条件成熟时，我们也应当组织类似的团队去海外进行相同的活动。此后“围攻外宾事件”也就没有再追究下去。